# Listă de localități din raionul Briceni
Această listă conține satele și orașele din raionul Briceni, Republica Moldova.
| Denumire          | oraș / centru de comună / sat |
| ----------------- | ----------------------------- |
| Balasinești       | sat (comună)                  |
| Bălcăuți          | centru de comună              |
| Beleavinți        | sat (comună)                  |
| Berlinți          | centru de comună              |
| Bezeda            | sat în comuna Bogdănești      |
| Bocicăuți         | sat în comuna Bălcăuți        |
| Bogdănești        | centru de comună              |
| Briceni           | oraș, reședință de raion      |
| Bulboaca          | sat (comună)                  |
| Caracușenii Vechi | sat (comună)                  |
| Caracușenii Noi   | sat în comuna Berlinți        |
| Chirilovca        | sat în comuna Halahora de Sus |
| Colicăuți         | centru de comună              |
| Corjeuți          | sat (comună)                  |
| Coteala           | sat (comună)                  |
| Cotiujeni         | sat (comună)                  |
| Criva             | sat (comună)                  |
| Drepcăuți         | sat (comună)                  |
| Grimești          | sat în comuna Bogdănești      |
| Grimăncăuți       | sat (comună)                  |
| Groznița          | sat în comuna Mihăileni       |
| Halahora de Jos   | sat în comuna Halahora de Sus |
| Halahora de Sus   | centru de comună              |
| Hlina             | sat (comună)                  |
| Larga             | centru de comună              |
| Lipcani           | oraș                          |
| Mărcăuți          | centru de comună              |
| Mărcăuții Noi     | sat în comuna Mărcăuți        |
| Medveja           | centru de comună              |
| Mihăileni         | centru de comună              |
| Pavlovca          | sat în comuna Larga           |
| Pererîta          | sat (comună)                  |
| Slobozia-Medveja  | sat în comuna Medveja         |
| Slobozia-Șirăuți  | sat (comună)                  |
| Șirăuți           | sat (comună)                  |
| Tabani            | sat (comună)                  |
| Tețcani           | sat (comună)                  |
| Trebisăuți        | sat (comună)                  |
| Trestieni         | sat în comuna Colicăuți       |